# КК Пардубице
КК Пардубице (чеш. BK Pardubice) је чешки кошаркашки клуб из Пардубица. Из спонзорских разлога пун назив клуба тренутно гласи ЈИП Пардубице (JIP Pardubice). У сезони 2015/16. такмичи се у Првој лиги Чешке.

## Успеси

### Национални
- Првенство Чехословачке:
  - Првак (1): 1984.
  - Вицепрвак (2): 1974, 1983.

- Куп Чешке:
  - Победник (2): 1994, 2016.
  - Финалиста (2): 2013, 2018.

### Међународни
- Алпе Адрија куп:
  - Победник (1): 2020.

## Познатији играчи
- Јиржи Велш